# バイエルン国立管弦楽団
バイエルン国立（州立）管弦楽団（ドイツ語: Bayerisches Staatsorchester、英語: Bavarian State Orchestra）は、ドイツ・バイエルン州ミュンヘンにあるバイエルン国立（州立）歌劇場の専属オーケストラである。バイエルン国立（州立）歌劇場管弦楽団と呼ばれることもある。

## 概要
バイエルン国立管弦楽団の歴史は大変古く、宮廷楽団として16世紀前半の作曲家ルートヴィヒ・ゼンフルの時代には既に設立されており、16世紀後半、作曲家オルランド・ディ・ラッソの下でよき時代を迎えた。1651年には、ミュンヘンにイタリア・オペラを紹介した。

19世紀末以降、ハンス・フォン・ビューロー、リヒャルト・シュトラウス、ブルーノ・ワルター、ハンス・クナッパーツブッシュ、ヨーゼフ・カイルベルトといった当時を代表する名指揮者たちが音楽監督を務めてきた。
カルロス・クライバーとは、彼自身が音楽監督などに就任しなかったにもかかわらず、長期間良好な関係だった。むしろコンサートオーケストラとしての名声や録音の方が有名なウィーンやドレスデンとは異なり、オペラ中心の活動を続けているが、クライバーにはコンサートでも信頼を受け、そのもとで管弦楽団単独で来日したことさえある 。

1998年以来、ズービン・メータがバイエルン国立歌劇場とオーケストラの音楽監督を務め、2006年から後任としてケント・ナガノ、2013年からはキリル・ペトレンコ、
2021年からウラディーミル・ユロフスキが音楽総監督を務める。

## 歴代音楽総監督等
歴代総音楽は次のとおり。
- 1836 - 1867: フランツ・ラハナー
- 1867 - 1869: ハンス・フォン・ビューロー
- 1869 - 1870: フランツ・ビュルナー
- 1872 - 1896: ヘルマン・レーヴィ
- 1894 - 1896: リヒャルト・シュトラウス
- 1901 - 1903: ヘルマン・ツンペ
- 1904 - 1911: フェリックス・モットル
- 1913 - 1922: ブルーノ・ワルター
- 1922 - 1935: ハンス・クナッパーツブッシュ
- 1937 - 1944: クレメンス・クラウス
- 1945 - 1945: ハンス・クナッパーツブッシュ
- 1946 - 1952: ゲオルク・ショルティ
- 1952 - 1954: ルドルフ・ケンペ
- 1956 - 1958: フェレンツ・フリッチャイ
- 1959 - 1968: ヨーゼフ・カイルベルト
- 1971 - 1992: ヴォルフガング・サヴァリッシュ
- 1992 - 1998: ペーター・シュナイダー
- 1998 - 2006: ズービン・メータ
- 2006 - 2013: ケント・ナガノ
- 2013 - 2021: キリル・ペトレンコ[4]
- 2021 - : ウラディーミル・ユロフスキ[3][4]